# Dicyemidae
Dicyemidae (лат.) (дициеми́ды) — семейство мелких червеобразных животных из типа дициемид, живущих паразитами в почках головоногих.

## Описание
Червеобразно вытянутое тело дициемид состоит из двух родов клеток: из слоя крупных, мерцательных клеток, образующих поверхность тела (эктодерма), и из лежащей под ними единственной колоссальной клетки, занимающей середину тела (энтодерма). Ротовое отверстие и пищеварительный тракт отсутствуют. Между осевой клеткой и слоем эктодермы существуют мышечные волоконца и рудиментарная сеть соединительнотканных волоконец. Внутри осевой клетки образуются зародышевые клетки, дающие начало новым особям двоякого рода. В одном случае зародышевая клетка подвергается дроблению и даёт начало гаструле, энтодерма которой выражена одной, крупной клеткой, заполняющей полость гаструлы. Зародыш этот непосредственно превращается в обычную червеобразную особь дициемид, и такие особи считаются самками. В другом случае (и в особях, отличающихся по своему наружному виду) зародышевые клетки с помощью процесса, представляющего в сущности ускоренное чередование поколений, дают начало сперва особым зачаткам (инфузоригены), в которых уже развиваются особого рода инфузориеобразные особи, покрытые длинными мерцательными волосками. Под внешним слоем клеток этих особей находится особый орган, называемый урной, из клеточек которого образуются семенные тельца.
Следующие инфузориеобразные особи представляют самцов. Таким образом, дициемиды размножаются бесполым путём (путём зародышевых клеток) и половым. Но ни тот, ни другой способ ещё не достаточно выяснены. Дициемиды представляют собой формы сильно дегенерированные вследствие паразитической жизни. Способ их эмбрионального развития сближает их с плоскими червями, особенно с сосальщиками (Trematoda), выродившуюся ветвь[уточнить] которых они, вероятнее всего, и представляют. Известно несколько видов, относимых к разным родам. Dicyema typus паразитирует в спруте (Octopus vulgaris); Dicyema truncatum — в каракатице (Sepia officinalis).

## Классификация
В состав семейства включают шесть родов.
- Dicyema von Kölliker, 1849
- Dicyemennea Whitman, 1883
- Dicyemodeca (Wheeler, 1897) Bogolepova, 1957
- Dodecadicyema Kalavati & Narasimhamurti, 1979
- Pseudicyema Nouvel, 1933
- Pleodicyema Nouvel, 1961